# Simonetta Stefanelli
Simonetta Stefanelli (Roma, 30 novembre 1954) è un'attrice italiana.

## Biografia
Iniziò a lavorare nel cinema a soli 13 anni, con un piccolo ruolo in Una moglie giapponese? (1968), e subito si distinse per «la classica bellezza da brava ragazza, molto carina, sensuale, occhi grandi e penetranti, pare quasi un cerbiatto». Dopo altri due ruoli minori e agli antipodi, nella commedia Homo Eroticus accanto a Lando Buzzanca, e nell'autoriale In nome del popolo italiano diretta da Dino Risi, entrambi del 1971, nello stesso anno si mise in luce grazie a Non commettere atti impuri di Giulio Petroni, appartenente al filone della commedia sexy all'epoca molto in voga in Italia.
Quest'ultimo film le aprì la strada per ottenere, a 16 anni, il ruolo con cui divenne conosciuta in tutto il mondo, quello di Apollonia Vitelli-Corleone, moglie di Michael Corleone nell'acclamato Il padrino (1972) di Francis Ford Coppola. Nel 1973 posò senza veli per l'edizione italiana di Playboy, scelta che nell'immediato ne fece una tra le giovani attrici più richieste dal cinema italiano; tuttavia, con lo spegnersi dell'eco del successo de Il padrino, la Stefanelli divenne richiesta dai registi principalmente «per la sua bellezza e per quel volto angelico che per contrasto fa sognare voglie da lolita perversa», motivo per cui a metà degli anni '70 girò prettamente commedie erotiche come Lucrezia giovane, La nuora giovane, Peccati in famiglia e La profanazione.
Proprio sul set di Peccati in famiglia, nel 1975, conobbe il collega Michele Placido con il quale ebbe in seguito una lunga relazione, fino a esserne moglie dal 1989 al 1994. In coincidenza con tale legame affettivo e con la nascita della sua prima figlia, l'attrice e cantante Violante Placido, si ritirò temporaneamente dalle scene.
Tornò a recitare nei primi anni '80, anche insieme all'allora compagno Placido da cui ebbe in seguito altri due figli, Michelangelo (1989) e l'attore Marco Brenno Placido (1991), in Grandi magazzini (1986) e Le amiche del cuore (1992).

## Vita privata
Ritiratasi dal mondo della recitazione nei primi anni '90, intraprese l'attività di commerciante.

## Filmografia

### Cinema

Al Pacino e Simonetta Stefanelli in una foto di scena de Il padrino (1972)

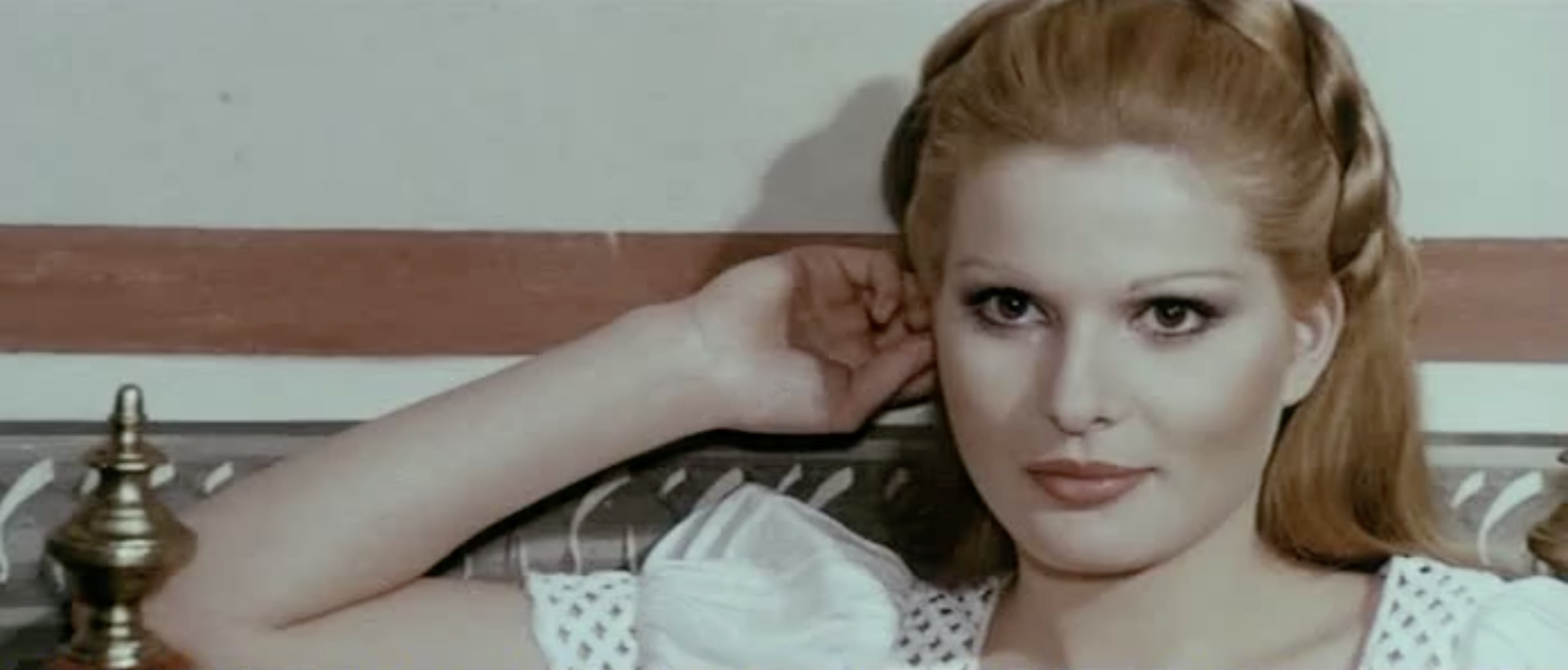
Simonetta Stefanelli nel ruolo di Lucrezia Borgia in Lucrezia giovane (1974)

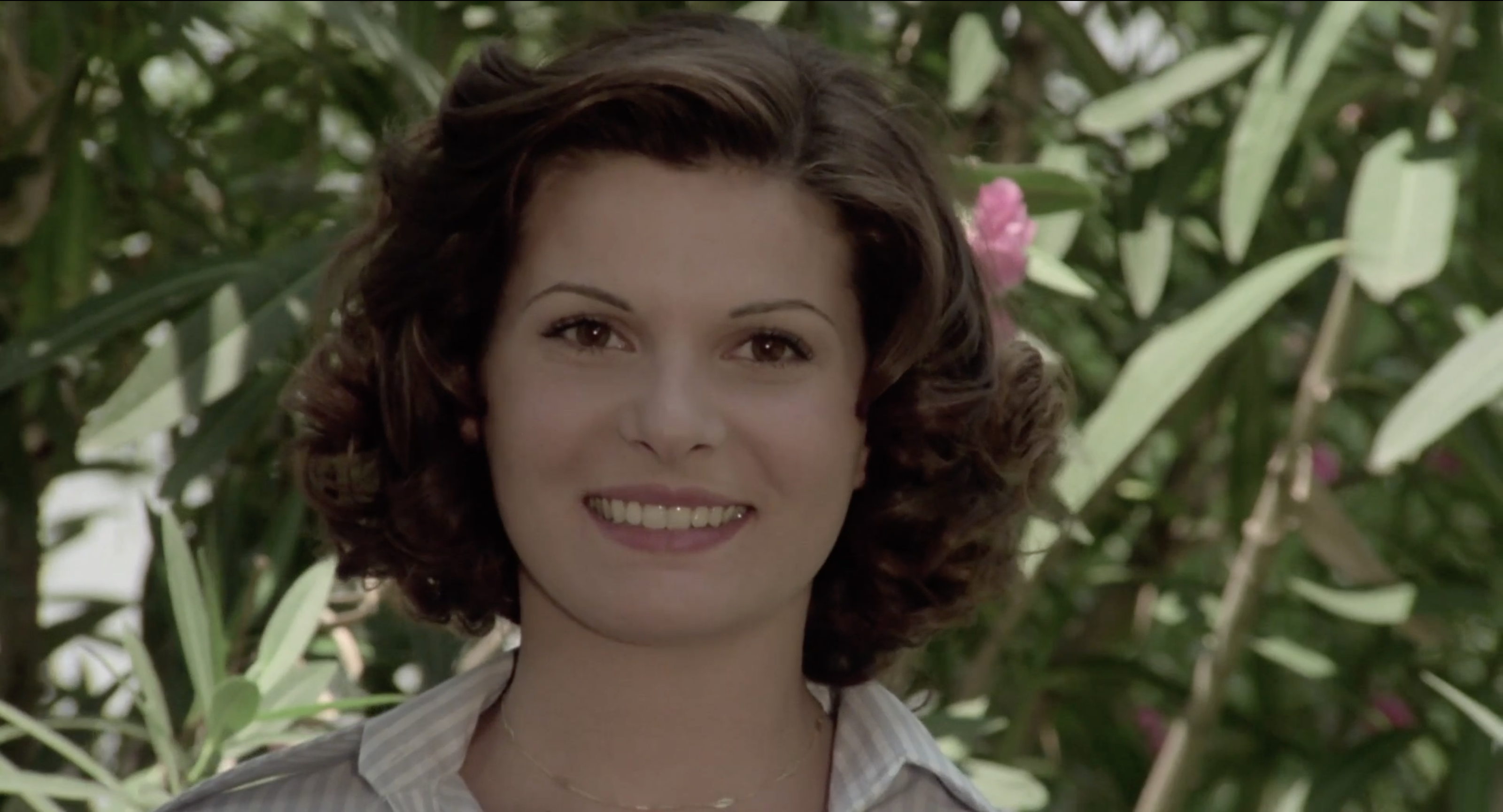
Simonetta Stefanelli nel ruolo della nuora in La nuora giovane (1975)

- Una moglie giapponese?, regia di Gian Luigi Polidoro (1968)
- Splendori e miserie di Madame Royale, regia di Vittorio Caprioli (1970)
- Homo Eroticus regia di Marco Vicario (1971)
- Non commettere atti impuri regia di Giulio Petroni (1971)
- In nome del popolo italiano, regia di Dino Risi (1971)
- Il padrino (The Godfather), regia di Francis Ford Coppola (1972)
- Il caso Pisciotta, regia di Eriprando Visconti (1972)
- Gli amici degli amici hanno saputo, regia di Fulvio Marcolin (1973)
- L'onorata famiglia - Uccidere è cosa nostra, regia di Tonino Ricci (1973)
- Il miglior sindaco, il re (El mejor alcalde, el rey), regia di Rafael Gil (1973)
- La profanazione, regia di Tiziano Longo (1974)
- Lucrezia giovane, regia di Luciano Ercoli (1974)
- Peccati in famiglia, regia di Bruno Gaburro (1975)
- La nuora giovane, regia di Luigi Russo (1975)
- Tre fratelli, regia di Francesco Rosi (1981)
- Il falco e la colomba, regia di Fabrizio Lori (1981)
- Ars amandi, regia di Walerian Borowczyk (1983)
- Grandi magazzini, regia di Castellano e Pipolo (1986)
- Le amiche del cuore, regia di Michele Placido (1992)

### Televisione
- Die Sonne angreifen, regia di Peter Lilienthal (1971)
- Ho incontrato un'ombra, regia di Daniele D'Anza – miniserie TV (1972)
- Mosè (Moses the Lawgiver), regia di Gianfranco de Bosio – miniserie TV (1974)
- The Godfather: A Novel for Television, regia di Francis Ford Coppola (1977)
- Quer pasticciaccio brutto de via Merulana, regia di Piero Schivazappa – miniserie TV (1983)
- Non basta una vita, regia di Mario Caiano (1988)
- Scoop, regia di José María Sánchez – miniserie TV (1992)

## Doppiatrici italiane
- Loris Scaccianoce in Il caso Pisciotta
- Serena Verdirosi in Gli amici degli amici hanno saputo
- Rossella Izzo in Peccati in famiglia